# 低本底钢

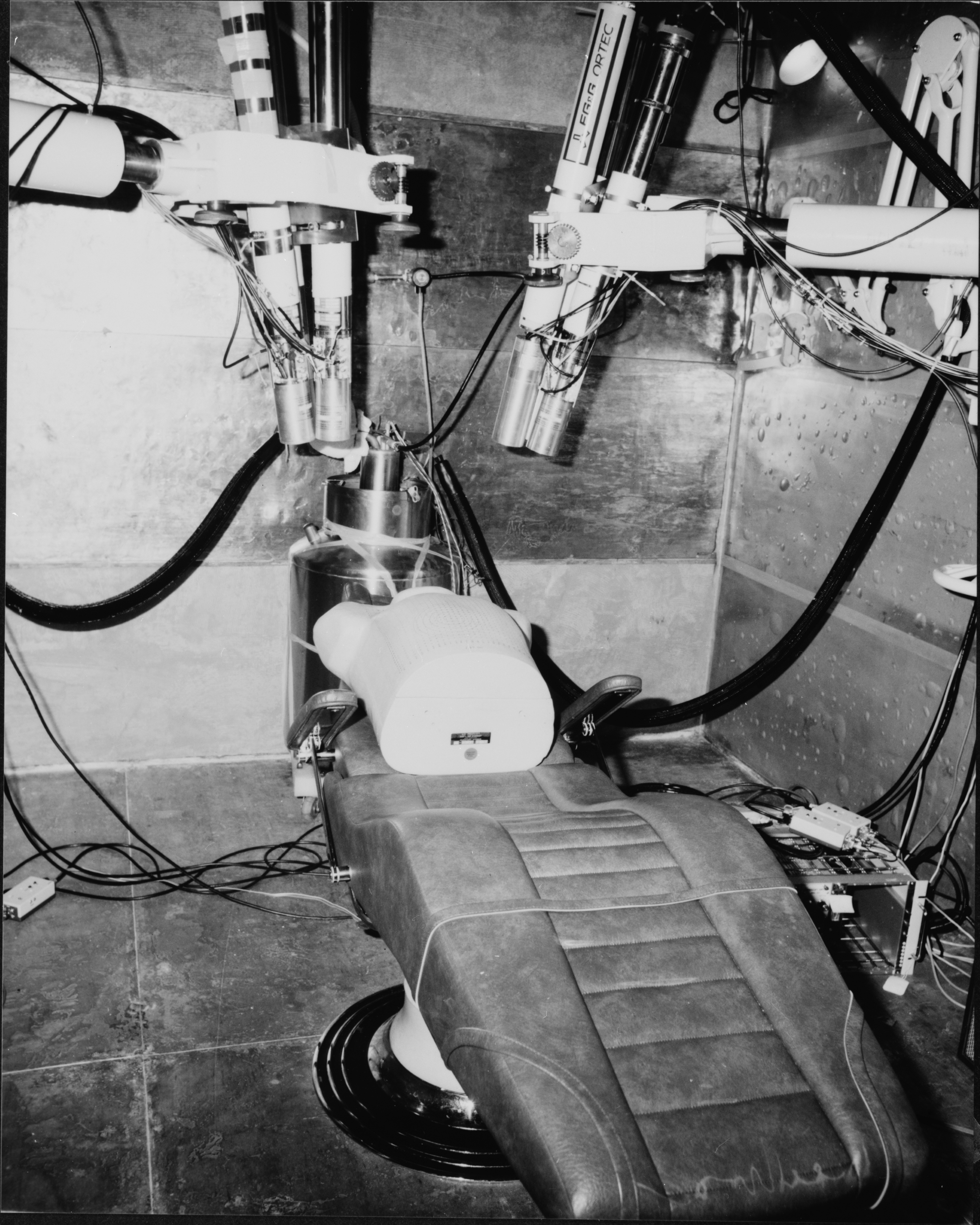
用二战前钢铁制造的身体计数器房间。位于科罗拉多丹佛的洛基滩工厂

低背景鋼（英語：Low-background steel），或譯「低本底鋼」，亦稱先原子钢（pre-atomic steel）與二戰前鋼（pre-war steel），是在1940年代和1950年代第一代原子弹爆炸前生产的钢材。由于在1945年，随着三位一体核试验、广岛、长崎核轰炸，以及冷战早期一系列核武器试验的进行，世界背景辐射量有明显升高。现代生产的钢铁由于普遍使用大气气体而被放射性同位素污染，低背景鋼的称呼由此而来。因为其没有受到过此类污染，这种钢材被使用在高精度放射性同位素检测设备上。

## 放射性同位素污染
从1856年到二十世纪中叶，炼钢采用的是贝塞麦转炉炼钢法，这种方法通过向高炉中鼓入空气来将生铁转换为钢。到20世纪中叶，许多炼钢厂已经改为使用氧气吹顶制钢流程，这种方法使用纯氧代替了空气。但是此两种方法都使用了容易被空气中微粒子污染的大气气体。当今的大气中携带有各種放射性同位素，比如钴-60，就会沉积在钢铁中，使其表现出微弱的放射性。
世界上的人為背景輻射於1963年達到了高峰，高于自然水平0.15毫西弗。由於这一年通过了部分禁止核试验条约，人为背景辐射程自此开始呈几何级数下降，到每年高于自然水平0.005毫西弗。

## 制造
现今低背景钢的主要来源是在三位一体核试验之前所沉入水中的各种船舶，其中最有名的是在一战时期於蘇格蘭斯卡帕湾凿沉的德国战列舰。 
由於鈷60存在於廢、舊鋼鐵回收供應鏈，因此近代生產的鋼鐵仍會受到鈷60之汙染。不过2000年代以後人為活動產生的背景輻射接近自然界的水平，在控制鋼材煉製原料來源（主要方法是不使用回收鋼材）、改進煉製工藝的情況下，仍可製造出符合要求的低本底鋼。

## 应用
低背景钢主要应用在以下设备上：
- 盖革计数器
- 医学设备：全身计测装置和肺计数器
- 科学装备：光子学
- 航空航天传感器

由于这些是用于测试放射性排放量的设备，需要在非常低放射性的环境下才能正常工作。低背景计数舱室是用低背景钢制成，具有非常强的辐射屏蔽能力，用于测量细微核排放。